# 新武橋
新武橋為臺灣一座位於臺東縣海端鄉境內的橋樑，橫跨於大崙溪之上，並且乘載台20線（南橫公路），是利稻，摩天，向陽，霧鹿等地居民的對外重要聯繫橋樑。

## 橋梁資訊

### 諸元

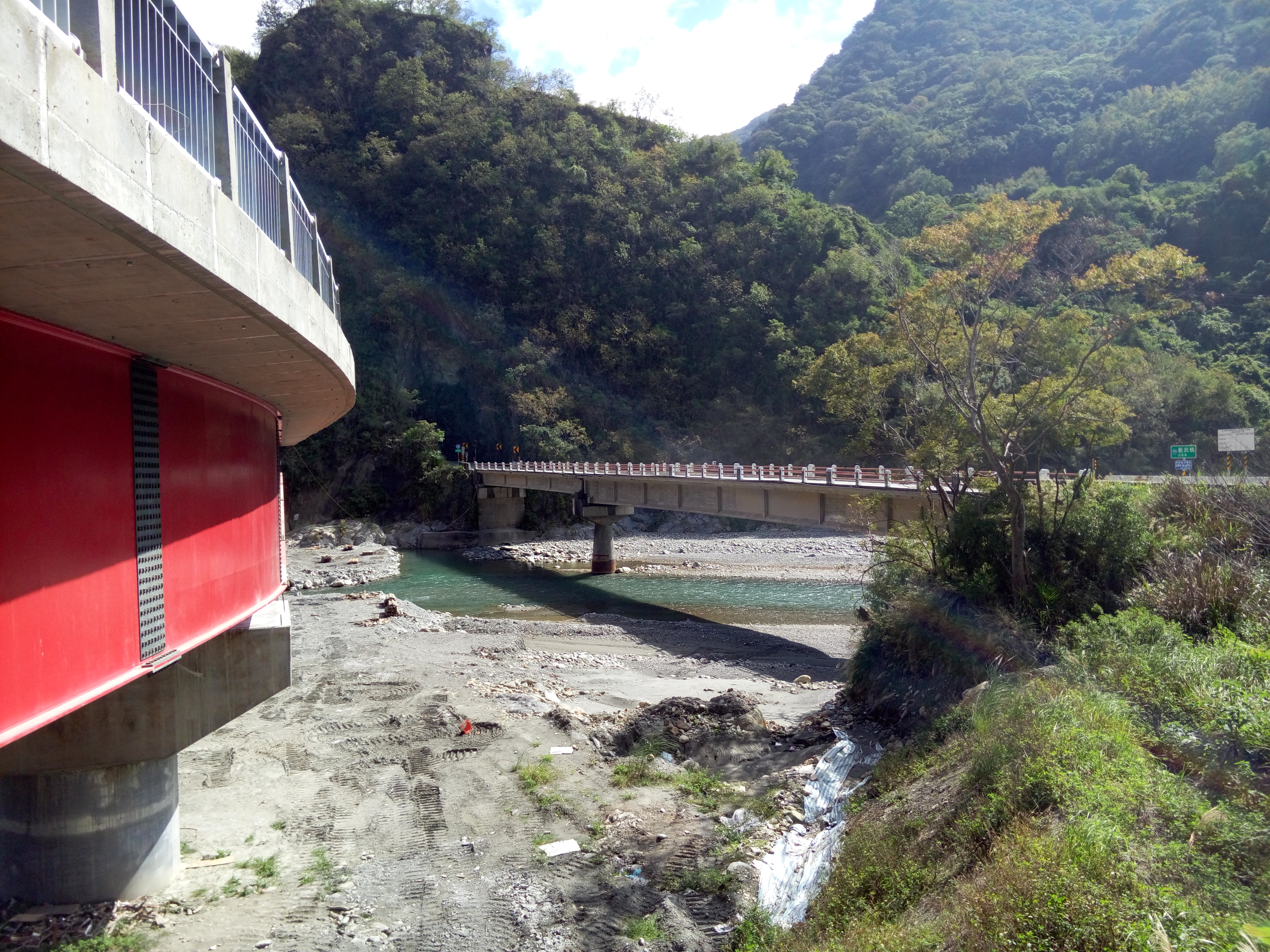
右方為新武橋舊橋，左方紅色鋼箱梁即為新橋。

- 新武橋舊橋於1971年3月完工通車，橋齡約35年，全長74.65公尺，最大淨寬4.6公尺，結構為傳統的鋼筋混凝土結構。[1]
- 新武橋新橋於2013年底正式動工，全長160公尺，寬度7.5公尺，結構為鋼箱樑結構。[2][1]

### 新武橋改建工程

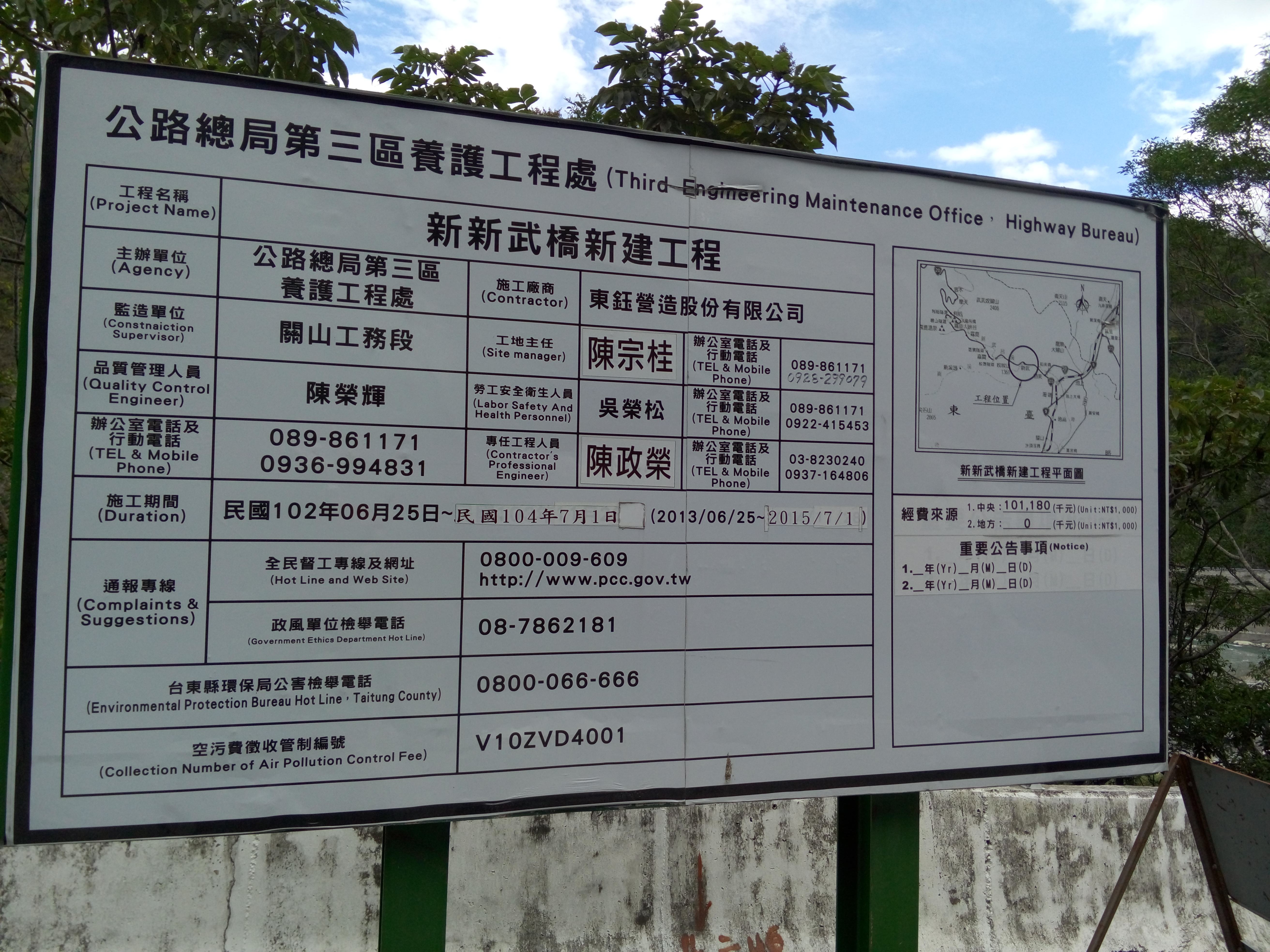
新武橋新橋興建工程資訊板。

交通部公路總局關山工務段依據「卑南溪治理計畫」以及「南橫公路新武橋至大關山隧道口修復改善工程」對新武橋進行狀況評估，發現新武橋有橋樑底過低、一旦山洪爆發將可能溢過橋面之虞以及路幅不足將有會車之危險狀況，原已規劃將進行改建，未料遇上莫拉克風災，來自山區的「湧水」淹沒橋面。因此於2013年起斥資新台幣1.5億元將新武橋改建，橋寬將由4.6公尺增加至7.5公尺、新新武橋高度也比舊新武橋橋高2公尺。

## 資料來源
1. 1 2  .   [2014-12-06]. （原始内容存档于2019-05-23）.
2. ↑  .   [2014-12-05]. （原始内容存档于2019-06-08）.
3. ↑  .   [2014-12-06]. （原始内容存档于2016-08-04）.